# الترومبوپگ
الترومبوپگ (انگلیسی: Eltrombopag) یک داروی شیمیایی است که در درمان ترومبوسیتوپنی (کاهش غیرطبیعی پلاکت‌ها) به‌کار می‌رود.
این دارو یک مولکولِ کوچکِ آگونیست برای c-mpl است که هدفِ فیزیولوژیک هورمون ترومبوپویتین محسوب می‌شود.
الترومبوپگ در ۲۰ نوامبر ۲۰۰۸ توسط سازمان غذا و داروی آمریکا جهت درمان عارضهٔ کاهش پلاکت‌ها در جریان «پورپورای ناشناس کاهش پلاکت مزمن» که پاسخ مناسبی به کورتون‌ها، ایمونوگلوبولین وریدی یا طحال‌برداری نداده‌اند، مورد پذیرش قرار گرفت.
این دارو در فوریه ۲۰۱۴ میلادی نیز جهت درمان کم‌خونی آپلاستیک که به درمان‌های سرکوب‌گر ایمنی پاسخی نداده‌اند، تأیید شد.